# أولاد كبار
أولاد كبار (بالإنجليزية: All Grown Up!)‏ هو مسلسل تم إنتاجه في الولايات المتحدة. بدأ عرضه في سنة 2003 على نكلوديون. بلغ عدد مواسم المسلسل 5 مواسم، كما بلغ عدد حلقاته 55 حلقة، وتبلغ مدة الحلقة الواحدة 23 دقيقة. وهو من إخراج رون نوبلي. تم بث المسلسل لأول مرة بتاريخ 12 أبريل 2003 بينما تم بث آخر حلقة منه بتاريخ 17 أغسطس 2008. مسلسل رسوم متحركة من إنتاج نكلوديون.

## وصلات خارجية
- أولاد كبار على موقع IMDb (الإنجليزية)
- أولاد كبار على موقع ميتاكريتيك (الإنجليزية)
- أولاد كبار على موقع روتن توميتوز (الإنجليزية)
- أولاد كبار على موقع كينوبويسك (الروسية)
- أولاد كبار على موقع ألو سيني (الفرنسية)
- أولاد كبار على موقع قاعدة بيانات الفيلم (الإنجليزية)

- الموقع الإلكتروني

الشخصيات الرئيسية
تومي بيكلز هو ولد في العاشرة من عمره يهوا لتصوير ويخوض مغامرات شيقة مع تشاكي أو اخوه ديل وكثير مايلعب الدور اساسي كلفتى المساعد أو المخطئ
انجليكا بيكلز هي فتاة من 13 من العمر مغرورة وتضن نفسها أفضل وكثيرا مت تلعب دور الشريرة أو المشتفززة وكثير متيوقعها غرورها في مشاكل وأيضا تضهر حلقات اينما تتعلم دروس مفيدة مع صديقتها سوزي
تشاكي فنستر وصديق تومي ويلعب دور الخائف أو المتوتر مثير ما يضهر مضير لشفقة أو منبوذ ولكن يضهر احيانا متفوق في شيء ما يفقده صوابه ولكنة الشخصية الحكيمة والمفكرة و غير المتهورة
ديل بيكلز الشخصسية الغريبة والعجيبة في المسلل وهو أخو تومي اصغر يحب اشياء الغريبة وغير المنطيقية ويصدق في وججود الفضائين يحب تومي كثير لانه الوحيد الذي يفهمه
فيل وليل توامان نادر ما يتشجران لكنهما لايتوفقان فليل تحب اناقة وال ذلك وفيل يحب اشياء غريبة وكرة القدم لكن كثير ما يلعبان الشخصية الطفولية ولكنهما متفاهمان معا باقي اصدقاء
كيمي فنستر اخت تشاكي الصغرة القادمة من اليابان تحب أمور اليابنين هي شخصية مفكرة ومرحة تساعد اصدقائها دوما لكنها تقترف اخطاء
سوزي صديقة انجليكا المفضلة لكن لا توافقها غرورعها